# Karoline von Günderrode
Karoline Friederike Louise Maximiliane von Günderrode, nemška romantična pisateljica in pesnica, * 11. februar 1780, Karlsruhe, † 26. julij 1806, Winkel na Renu.
Ko je Karoline s 24 leti pod psevdonimom »Tian« objavila (izdala) svojo prvo knjigo Pesmi in Fantazije (Gedichte und Phantasien), ji je pisal eden največjih nemških pisteljev in dramatikov, Johann Wolfgang von Goethe. »Te pesmi so nek zelo nevsakdanji pojav«. Tudi dve leti starejši Clemens Brentano je bil presenečen: »Še vedno ne morem razumeti, kako je lahko svoj izjemen pesniški talent pred mano skrivala«.
Karolinine pesnitve ne prikažejo samo konflikt, v katerem se je takrat nahaja ljubeča ženska, ki je poskušala uresničiti svoje ideje, temveč vnaprej napovejo tudi konec njenega življenja.
Karoline von Günderrode, ki si je s 26 vzela življenje, je ena najbolj mavričnih figur nemške romantike. Njena razdvojenost med ljubeznijo in željo po svobodi, prikaže položaj ženske meščanske elite okrog leta 1800, in napove tudi kasnejše emancipacijsko gibanje.